# Roberto Ventura
Roberto Ventura (* 1. Februar 1957 in Rio de Janeiro; † 14. August 2002) war ein brasilianischer Literaturwissenschaftler und gilt als einer der bedeutendsten Euclides-da-Cunha-Biographen.
Ventura promovierte an den Universitäten von Bochum und São Paulo, habilitierte 1999 in São Paulo und arbeitete dort bis zu seinem Tod als Professor.
Sein bedeutendstes (meistzitiertes) Werk ist Estilo tropical: história cultural e polêmicas literárias no Brasil, 1870–1914 von 1991; er entlehnte den Titel einem Werk des brasilianischen Schriftstellers Araripe Júnior, mit dem er sich in seinen Arbeiten intensiv befasste.
2002 starb er an einem Autounfall. 2003 veröffentlichte die Companhia das Letras posthum die Fragmente seines Buchprojekts Euclides da Cunha – uma Biografia.